# Rutenber Motor Company
Die Rutenber Motor Company wurde als Rutenber Manufacturing Company in Chicago, Illinois gegründet, um einen Vierzylindermotor nach den Plänen von Edwin Rutenber zu bauen.

## Beschreibung

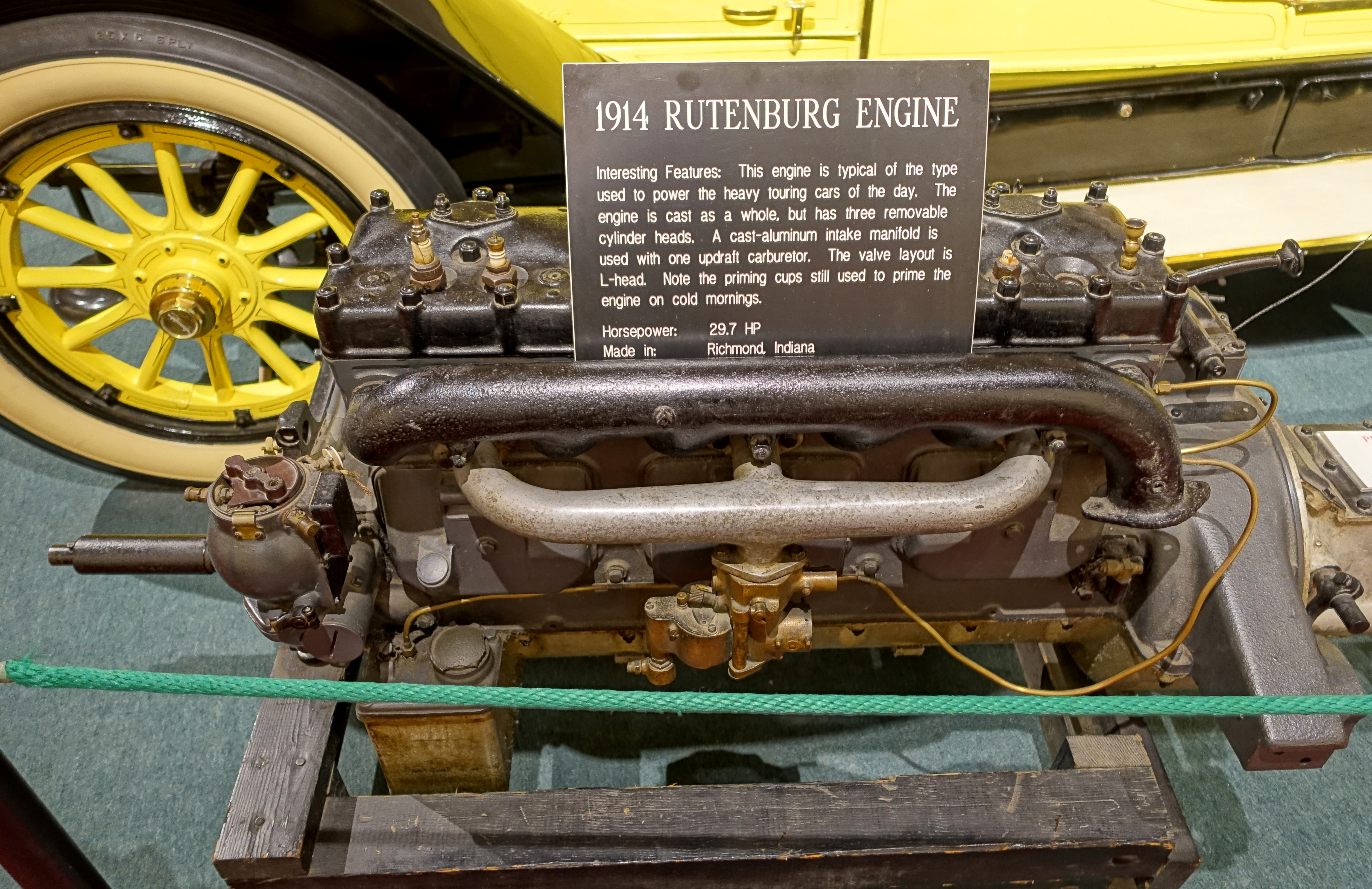
Motor von 1914

Rutenber erlernte das Handwerk des Mechanikers und baute ca. 1892 einen Einzylindermotor. 1898 stellte er den ersten Vierzylindermotor in den Vereinigten Staaten her. Ein Einzylindermotor mit 6 bhp (4,4 kW) wurde 1900 von Frank Eckhart in seinen Automobil-Prototyp eingebaut, der die Grundlage für den Automobilhersteller Auburn bildete. Auburn setzte bis ca. 1923 Rutenber-Motoren ein.
1902 verlegte Rutenber seine Firma nach Logansport, Indiana und benannte sie in Western Motor Co. um. Dort baute die Gesellschaft Vier- und Sechszylindermotoren für die sich entwickelnde Automobilindustrie. Rutenber selbst baute 1902 auch kurzzeitig ein Auto – es entstanden zehn Exemplare –, gab dies aber bald wieder auf und konzentrierte sich auf Motoren. 1907 hatte Rutenber 300–400 Mitarbeiter und verkaufte Motoren in den gesamten Vereinigten Staaten.
Ab 1905 wurden Rutenber-Motoren in Automobile von Stoddard-Dayton eingebaut, die besonders wegen ihrer hohen Leistung und großen Geschwindigkeit bekannt wurden; ein Stoddard-Dayton gewann das Rennen in Indianapolis im Jahre 1909. 1905 stellte Moon in Detroit sein erstes Auto mit Vierzylindermotor mit 35 bhp (26 kW) vor. 1907 trieb ein Rutenber-Motor mit 60 bhp (44 kW) den Meteor an, der in 23 Stunden von Chicago nach St. Louis – eine Strecke von 644 km – fuhr. Als Auburn mit dem Six-50 sein Programm in die Oberklasse erweiterte, wurde ein 6,9 Liter großer, seitengesteuerter Rutenber-Sechszylinder mit siebenfach gelagerter Kurbelwelle verwendet. Jeder Zylinder war einzeln gegossen. Ein von der Nockenwelle angetriebener Ventilator unterstützte die Wasserkühlung, die jeden Zylinderkopf über eine eigene Leitung versorgte. Auf der linken Motorseite waren sowohl zwei Luftansaugstutzen (für je drei Zylinder) wie auch der Auspuffkrümmer vorgesehen. 1913 wurde der Moon ebenfalls mit einem Sechszylindermotor von Rutenber ausgerüstet. Auch in vielen anderen Autos früher unabhängiger US-Automobilhersteller wurden Rutenber-Motoren eingesetzt:
- American
- Auburn
- Australian Six
- Burg
- Clark
- Crescent[2]
- Crow-Elkhart
- Croxton-Keeton
- Glide
- Halladay[3]
- Jewel
- Lexington
- McCord (Prototyp, 1913)[4]
- Metz Master Six
- Middletown[5]
- Moon Motor Car Company
- Pan American[6]
- Tiley[7]
- Viking Company
- Waltham Motor Manufacturers
- Westcott

Auch in frühen Indiana-LKWs, Flugzeugen von De Berry, Traktoren von Wetmore, Feuerlöschfahrzeugen von Howe und Booten fand man Rutenber-Motoren. Einige dieser Motoren wurden auch zum Antrieb von Karussellen eingesetzt.
1912 verkaufte Edwin Rutenber die Anteile an seiner Firma und die Namensrechte. Die Firma wurde in Rutenber Motor Company umbenannt. Edwin Rutenber beschäftigte sich anschließend mit der Herstellung elektrischer Geräte.
Albert C. Barley, ein Vorstandsmitglied von Rutenber, kaufte 1913 die Reste der Streator Motor Car Company und machte sich damit selbständig. Daraus ergab sich eine Geschäftsverbindung und Barley bezog für mehrere Marken der neuen Barley Motor Car Company Rutenber-Motoren.
1973 stiftete ein Nachfahre von Edwin Rutenber der Smithsonian Institution einen Rutenber-Motor.